# Campeonato Paulista de Fútbol 1930
El Campeonato Paulista de Fútbol de 1930 fue organizado por la Asociación Deportiva de Deportes Atléticos (APEA), tuvo al Corinthians como campeón, además al máximo anotador del Campeonato al jugador de Santos, Feitiço, con 37 goles. El hecho notable de este campeonato fue por el debut de São Paulo, conocido en su momento por São Paulo da Floesta, que había sido fundada ese mismo año, el resultado de la unión entre el exsocios Paulistano y Athletic Association Palmeiras, que había abandonado el deporte.

## Reunificación del Fútbol Paulista
Después de 4 años, la parte de atrás Paulista de Fútbol de tener un único organizador y un campeonato individual. En el conflicto entre la Liga Amateur de Fútbol y la Asociación Deportiva Atlético Paulista , la Liga ganó profesionalismo pro, muchas gracias al papel decisivo de la periodista Casper Libero . Tan pronto como hubo paz, Sao Bento, y Germania Internacional instó a los miembros a APEA ser aceptado. Paulistano caído ya el modelo que se impuso Fútbol, cerró su departamento de fútbol para competencias y apagó la Liga que había creado. Finalmente, en 1933 el profesionalismo en el fútbol está oficialmente en Sao Paulo.

## Clasificación
| Clasificación Final | Clasificación Final | Clasificación Final | Clasificación Final | Clasificación Final | Clasificación Final | Clasificación Final | Clasificación Final | Clasificación Final | Clasificación Final |
| Club | Club                | Pts                 | PJ                  | PG                  | PE                  | PP                  | GF                  | GC                  | DG                  |
| --- | ------------------- | ------------------- | ------------------- | ------------------- | ------------------- | ------------------- | ------------------- | ------------------- | ------------------- |
| 1 | Corinthians         | 42                  | 26                  | 19                  | 4                   | 3                   | 94                  | 33                  | 61                  |
| 2 | São Paulo FC        | 41                  | 26                  | 16                  | 9                   | 1                   | 77                  | 27                  | 50                  |
| 3 | Palestra Itália     | 40                  | 26                  | 18                  | 6                   | 2                   | 83                  | 28                  | 53                  |
| 4 | Santos FC           | 40                  | 26                  | 18                  | 4                   | 4                   | 80                  | 38                  | 42                  |
| 5 | Portuguesa          | 30                  | 26                  | 13                  | 4                   | 9                   | 67                  | 56                  | 11                  |
| 6 | Guarani FC          | 29                  | 26                  | 13                  | 3                   | 10                  | 66                  | 52                  | 14                  |
| 7 | SC Internacional    | 25                  | 26                  | 10                  | 5                   | 11                  | 45                  | 43                  | 2                   |
| 8 | EC Sírio            | 23                  | 26                  | 10                  | 3                   | 13                  | 65                  | 60                  | 5                   |
| 9 | Atlético Santista   | 22                  | 26                  | 9                   | 4                   | 13                  | 53                  | 65                  | - 12                |
| 10 | Juventus            | 21                  | 26                  | 10                  | 1                   | 15                  | 39                  | 61                  | - 22                |
| 11 | CS América          | 16                  | 26                  | 7                   | 2                   | 17                  | 33                  | 73                  | - 40                |
| 12 | SC Germânia         | 13                  | 26                  | 6                   | 1                   | 19                  | 44                  | 79                  | - 33                |
| 13 | AA São Bento        | 11                  | 26                  | 4                   | 3                   | 19                  | 34                  | 94                  | 60                  |
| 14 | CA Ypiranga         | 9                   | 26                  | 3                   | 3                   | 20                  | 29                  | 100                 | 71                  |
| Pts - puntos; PJ - partidos jugados; PG - ganados; PE - empatados; PP - perdidos; GF - goles a favor; GC - goles en contra; DG - diferencia de goles |                     |                     |                     |                     |                     |                     |                     |                     |                     |